# USS La Vallette (DD-448)
Pour les autres navires du même nom, voir USS La Vallette.
L'USS La Vallette (DD-448) était un destroyer de classe Fletcher au service de la marine américaine, le deuxième navire portant le nom du contre-amiral Elie A. F. La Vallette.

## Construction
Le La Vallette a été construit le 27 novembre 1941 par le chantier naval Federal Shipbuilding and Drydock Company à Kearny dans le New Jersey; lancé le 21 juin 1942 ; parrainé par Mme Lucy La Vallette Littel, arrière-petite-fille du contre-amiral LaVallette ; et mis en service le 12 août 1942, sous le commandement du lieutenant-commandant H. H. Henderson.

## Historique
Après un entraînement et des missions d'escorte dans les Caraïbes et l'Atlantique, La Vallette quitte New York le 16 décembre 1942 pour le canal de Panama et le Pacifique.

### Bataille de l'île Rennell
Son premier contact avec l'ennemi a lieu le 29 janvier 1943, vers 19 heures, lorsqu'il aperçoit une formation de 11 à 13 bombardiers japonais, en trois sections en formation serrée, à 12 milles à l'ouest de sa position. Les appareils ont été identifiés comme des Mitsubishi G4M "Bettys" effectuant des tirs de mitrailleuse et de torpillage. Une torpille a été signalée comme passant à l'arrière et le croiseur USS Chicago a été touché par deux torpilles, causant de lourds dommages et l'immobilisant, ce qui a nécessité son remorquage. Le La Vallette affirme avoir abattu trois avions avec ses canons de 5 pouces.
Le lendemain, le Chicago, endommagé, est à nouveau attaqué, à 54 kilomètres au sud de l'île Rennell, par un groupe de 11 "Bettys" à une altitude de 500 pieds (150 m), depuis le travers bâbord du navire. La section tribord des avions a attaqué le La Vallette, deux avions ont été déclarés abattus et ses canons de 20mm et 40mm ont eu trois avions s'approchant de la section tribord sous le feu, dont deux sont passés au-dessus du navire en flammes. Cinq autres sont passés à environ 600 mètres de son côté bâbord, et deux autres ont été signalés comme étant en feu. Cinq torpilles ont été lancées et, alors que le navire pivotait vers la gauche, une torpille a touché le destroyer dans sa salle des machines avant, tuant 22 membres de son équipage et causant de lourds dégâts. L'USS Chicago a été coulé, à la suite de quatre autres tirs de torpilles.
Après cette action, le La Vallette a été remorqué à Espiritu Santo par le remorqueur de haute-mer USS Navajo, où il est arrivé le 3 février 1943.

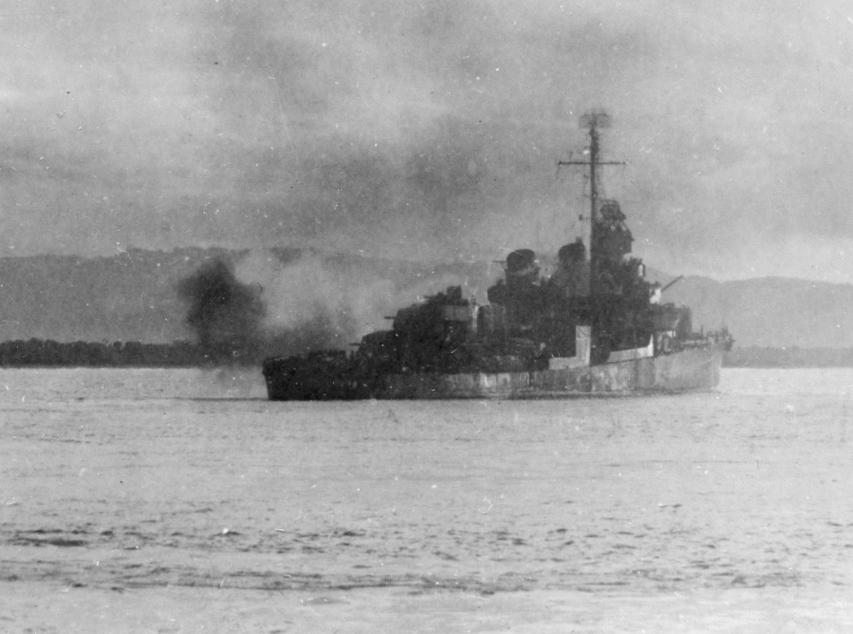
Le La Vallette bombardant Mindoro en décembre 1944.

Une fois réparé, le La Vallette est parti le 6 août pour Pearl Harbor, où il a rejoint une force de porte-avions pour une frappe sur l'île Marcus le 31 août avant de retourner au service de patrouille dans les îles Salomon. Dans les nuits du 1er et du 2 octobre, il repère des barges japonaises au large de Kolombangara, dont il déclare quatre coulées et deux endommagées. Le La Vallette effectue des missions d'escorte et de filtrage pendant le débarquement des îles Gilbert, ainsi que des frappes contre les atolls de Kwajalein et de Wotje. De brèves réparations à San Francisco ont suivi, après quoi il est retourné dans le Pacifique Sud.

### Actions ultérieures
Le 1er février 1944, il a participé au bombardement de Roi-Namur, une partie du complexe de Kwajalein, avant l'invasion. En avril, il a bombardé Aitape et le 2 juillet, il a soutenu les débarquements sur Noemfoor, au large de la Nouvelle-Guinée. Des patrouilles et des escortes constantes ont été effectuées entre ces actions.

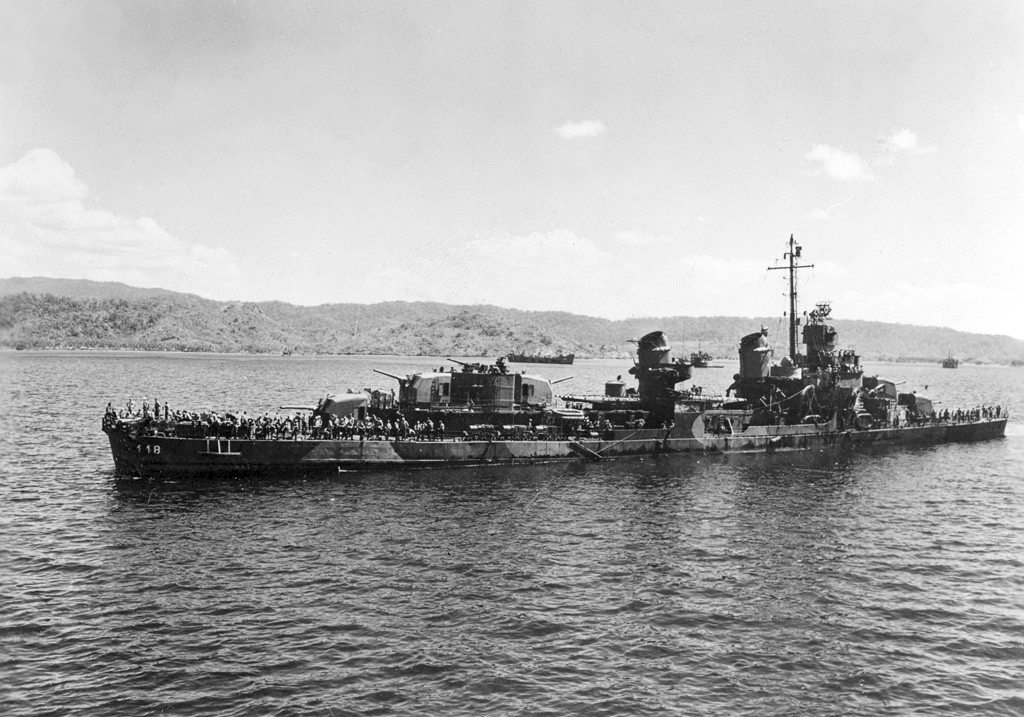
Le La Vallette au large de Mariveles après avoir été miné, février 1945.

Affecté à l'escorte des convois lors des premiers assauts sur les Philippines, le La Vallette avait déjà quitté le golfe de Leyte avec un convoi pour se réapprovisionner à Hollandia avant la bataille du golfe de Leyte, retournant aux Philippines le 5 décembre. Il a couvert cinq autres débarquements aux Philippines en décembre et janvier 1945, puis a rejoint l'écran des dragueurs de mines qui nettoyaient la baie de Manille. Le 14 février, il est dans la baie de Mariveles.
Le La Vallette a été gravement endommagée par une mine, laissant six morts et 23 blessés, il a été remorqué en cale sèche à Subic Bay, puis a navigué vers Hunters Point Navy Yard où il a été entièrement réparé. Le 7 août, il fait route vers San Diego en Californie, où il est déclassé le 16 avril 1946 et entre dans la flotte de réserve, où il reste jusqu'en 1969.
En 1974, il est vendu au Pérou, cannibalisé pour obtenir des pièces de rechange pour les autres destroyers de la classe Fletcher de la marine péruvienne et sa coque a été vendue à la ferraille.

## Récompenses
Le La Vallette a reçu dix étoiles de combat (Battle Stars) pour son service pendant la Seconde Guerre mondiale.

## Source
- (en) Cet article est partiellement ou en totalité issu de l’article de Wikipédia en anglais intitulé « USS La Vallette (DD-448) » (voir la liste des auteurs).